# معجزات زرتشت
در روایات دینی زرتشتیان آمده‌است که زرتشت پس از به دنیا آمدن برخلاف دیگر نوزادان خندیده است. روشن کردن آتش بدون چوب و سندل و کاشتن درخت سرو غول پیکری در کاشمر با فروکردن عصا در زمین از دیگر معجزات زرتشت هستند. پیروان دین زرتشت، گاتاها را نیز معجزهٔ زرتشت می‌دانند. همچنین پیروان زرتشت پی‌بردن به یکتایی اهورامزدا را از معجزات وی می‌دانند.
اما موبد کوروش این موارد را معجزه نمی‌داند و نقدی جدی بر آنها دارد.